# パルマッハ
パルマッハ (英語: Palmach, ヘブライ語: פלמ"ח) は、イスラエル独立以前のイギリス委任統治領パレスチナにおけるユダヤ人コミュニティー"イシューブ"の自衛組織であった"ハガナー"隷下に編成された常設戦闘部隊である。
名称の""パルマッハ"はヘブライ語の"プルゴット・マハッツ" (英語: Plugot MaHatz, ヘブライ語: פלוגות מחץ)の略で、日本語に訳せば"突撃隊"あるいは"打撃中隊"といった意味である。

## 概要

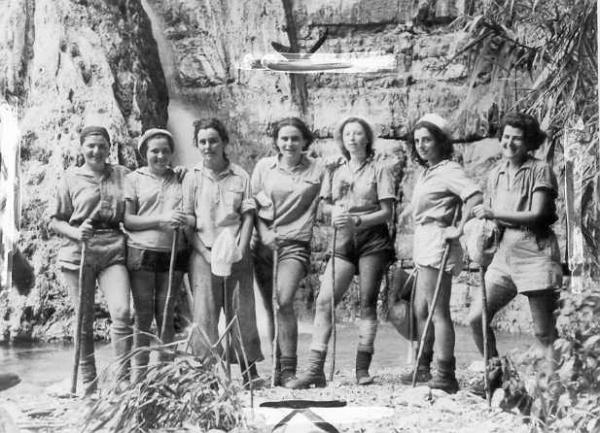
パルマッハの女性兵士、1942年。

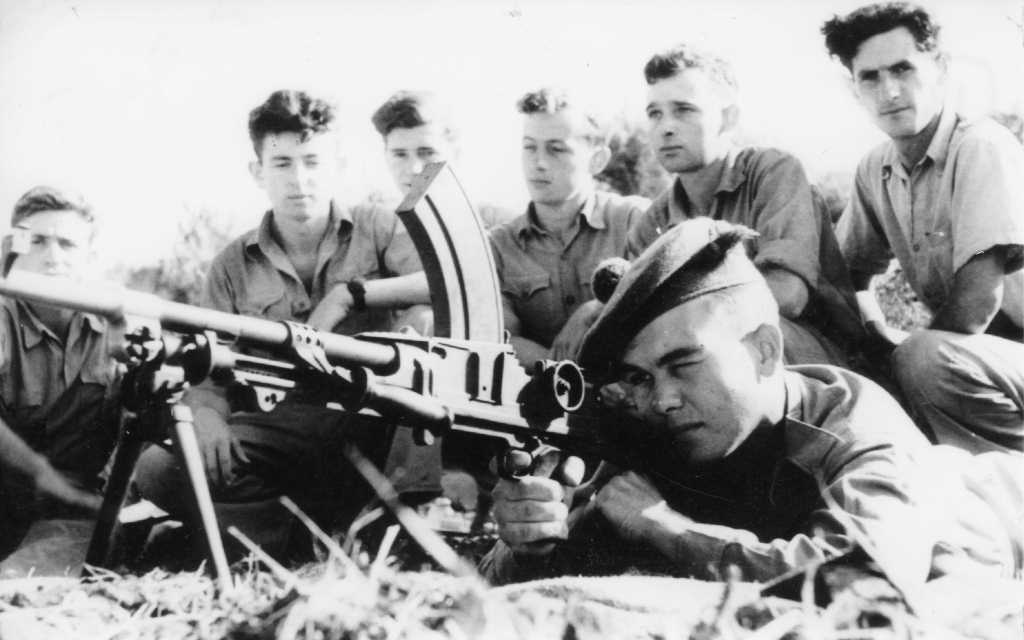
小火器訓練を行うパルマッハ隊員

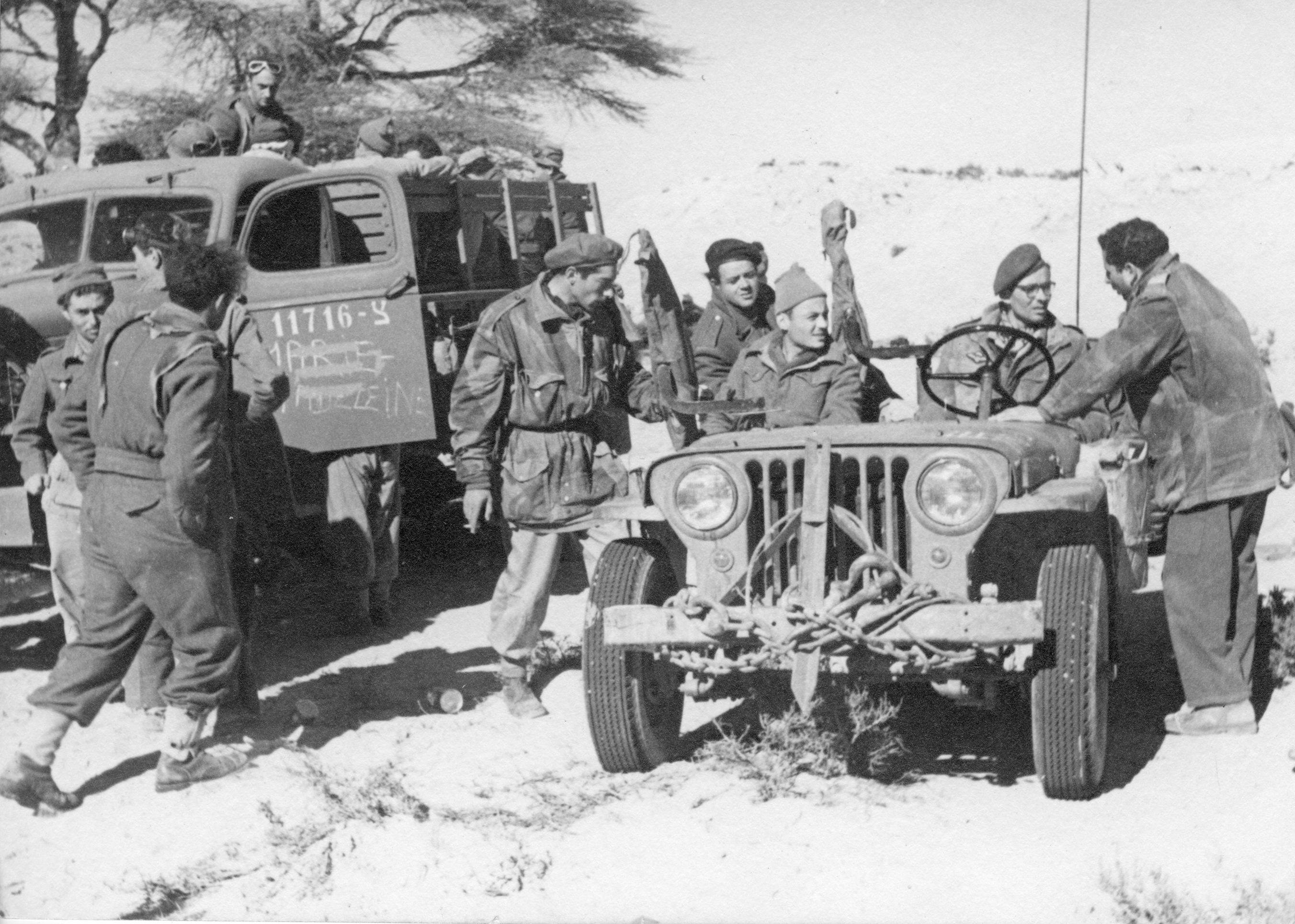
ジープに乗るパルマッハ隊員

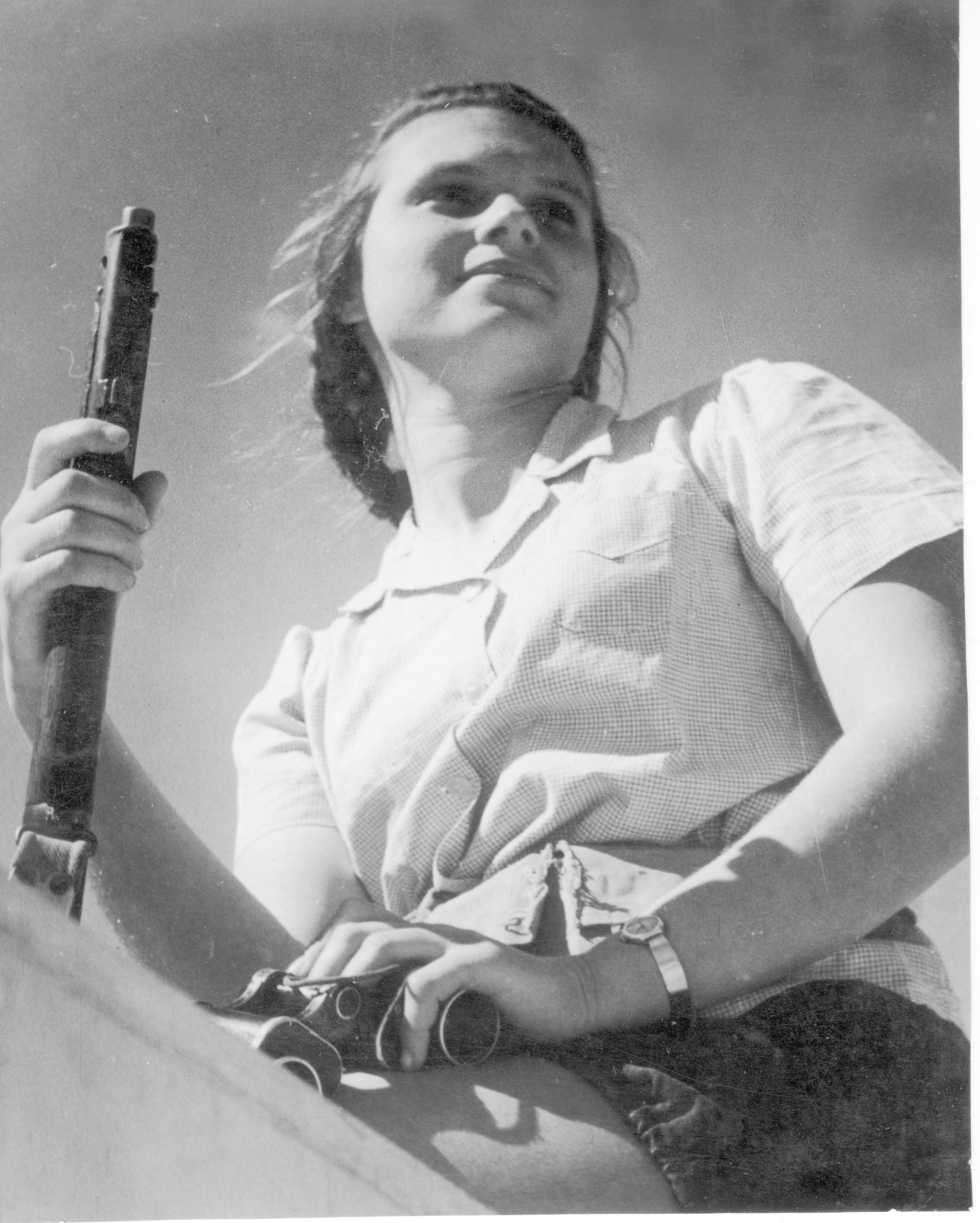
パルマッハの女性兵士

パルマッハは第二次世界大戦中の1941年5月14日にハガナー司令部によって創設された。パルマッハはこの地域のユダヤ人社会の直面する可能性のある2つの脅威に対抗することを目的として設立されており、その2つの脅威とは
- 北アフリカ戦線においてイギリス軍が敗北した場合の、枢軸軍（ナチス・ドイツ）によるパレスチナ地域の占領。
- パレスチナ地域を統治しているイギリス軍が撤退した場合の、アラブ人勢力によるユダヤ人勢力への攻撃や襲撃。

であった。
パルマッハの司令官には、第一次世界大戦で勇名を馳せ、1930年代にはハガナー配下に遊撃部隊"ノデドット"を編成し自ら指揮を執っていたイツハク・サデーが指名された。編成時のパルマッハのメンバーは約100名程度であった。
パルマッハの直接の前身となった組織は、1937年にイギリス軍人オード・ウィンゲートの主導で設立された"特別夜戦隊" (Special Night Squads, Plugot Ha'Layla Ha'Meyukhadot/פלוגות הלילה המיוחדות, 略称"SNS") で、サデーのノデドットと共に対アラブ系組織との戦闘を行っていた部隊であった。
パルマッハが編成された直後の1941年6月、イギリス軍はナチス側に付いたフランス・ヴィシー政権の統治下にあるフランス委任統治領シリアおよびレバノンへの攻撃作戦 (エクスポーター作戦)の実施を決め、パルマッハもイギリス軍と共同で作戦参加する事となった。
最初の作戦として、レバノン北部のトリポリの石油施設への妨害活動のため、23人のパルマッハ隊員と1人のイギリス軍連絡士官が小型船舶で出港したが、この作戦は失敗し彼らは消息不明となった。
この後、6月8日にはパルマッハとオーストラリア軍の合同部隊がエクスポーター作戦の実戦に参加した。この作戦は最終的に成功し、シリアおよびレバノン地域の枢軸軍の脅威は払拭され、イギリス軍司令部はパルマッハの訓練施設を設立するための資金を拠出した。パルマッハ隊員はそれまで基本的に無給のボランティアであったが、この資金によりそれまでの2倍の要員を賄うことが可能となった。
1942年にエル・アラメインの戦いでイギリス軍はドイツアフリカ軍団に勝利し、北アフリカ戦域からも枢軸軍の脅威が無くなった。これをもってイギリス軍はパルマッハの武装解除/解散を命じたが、彼らは秘密裏に活動を継続する事を選んだ。
イギリスからの資金拠出が途絶える事を見越し、キブツ連合 (HaKibbutz HaMeuhad) のリーダーであったイツハク・タベンキンは、パルマッハの隊員が各地のキブツで労働(農業活動)やキブツの護衛に従事することにより、彼らに給料が支払われるシステムを提案していた。この提案は1942年8月にハガナーに承認され、パルマッハの隊員は1ヶ月のうち14日間はキブツでの労働を行い、8日間はパルマッハとしての訓練を行い、残りが休日、と決められた。
このシステムは、若いパルマッハ隊員に対して農業教育・軍事訓練、そしてシオニズム的教育を平行して施せる利点があった。そのためこういった若者向け教育システムは現在も"ナハル"として継続している。
パルマッハ隊員の訓練には基礎体力訓練、格闘戦、接近戦、小火器の扱い、ナビゲーション、応急処置などが含まれ、これらの基本訓練に加えて、専門課程として妨害活動・破壊活動・狙撃・無線通信といったコースも用意されていた。
パルマッハでは、広い視野を持ち現場で都度判断を下し、イニシアチブをとって行動できる野戦戦闘指揮官の育成を重要視しており、多くのハガナー指揮官や幹部候補生もパルマッハでの指揮官訓練を経て現場に送られた。パルマッハで訓練を受けた多くの戦闘指揮官は、ハガナー、そして後のイスラエル国防軍を支える重要な屋台骨となった。
1944年11月にイギリス中東大臣のウォルター・ギネス男爵が過激派のユダヤ人組織レヒのメンバーに暗殺された後、パルマッハはイギリス軍と協力してイルグンおよびレヒを壊滅させるため、シモン・アヴィダンを指揮官とする掃討作戦を行った。
しかし1945年10月1日にダヴィド・ベン＝グリオンがイギリスに抵抗する方針を決定すると、パルマッハもこの方針に基づきレヒやイルグンと協力してイギリス支配に抵抗する作戦に転じた。10月10日にはイツハク・ラビンを指揮官としてアトリット収容所を襲撃し、208人のユダヤ人を解放した。10月31日にはパルマッハの部隊が3隻のイギリス軍警備艇を撃沈した。
1946年2月にはシェファ＝アムルのテガート要塞を襲撃し、銃撃戦となりパルマッハにも死傷者が出た。6月16日から17日にかけて、パレスチナ地域と周辺を繋ぐ11箇所の橋を破壊する作戦 (マークレット作戦)を実施した。これに対しイギリス政府は6月29日に、ユダヤ機関本部や各地の拠点を一斉捜索し、レヒやイルグンのメンバーらを一斉逮捕する作戦 (アガタ作戦) を実施した。
イルグンのメンバーらはアガタ作戦で押収されたユダヤ機関に関する資料を抹消する目的で、エルサレムにあったキング・デイヴィッド・ホテルを爆破する暴挙に出、これを受けてベングリオンはパルマッハに対し、イルグンやレヒとは一線を置き、活動を控えるよう通達した。
約10ヶ月後、パルマッハは活動を再開した。1947年5月に、パルマッハの隊員がユダヤ人が殺害された報復として喫茶店を破壊したのである。この後、11月のパレスチナ分割決議を受けて、アラブ人側とユダヤ人側で暴力の応酬が激化していった。この時期パルマッハのメンバーらはいくつかのアラブ系の村や集落を襲撃して破壊活動を行っており、またアラブ側の襲撃を受けて18名のパルマッハ隊員と17名のハガナー戦闘員が殺害される事件なども発生した。
1948年5月にはパルマッハの部隊は北部ガリラヤ地域におけるイフタハ作戦に投入された。このころ、パルマッハには約2,000から3,000名程度の男女の戦闘員がおり、彼らはイスラエル独立宣言後の第一次中東戦争において主要な役割を果たした。
パルマッハがイスラエル国防軍に再編される前の最後の作戦は、1948年6月22日の、イルグンのメンバーが武器を密輸していたアルタレナ号に対する攻撃作戦であった。この後パルマッハは新編されたイスラエル国防軍の3個歩兵旅団、すなわちイフタハ旅団・ハレル旅団・ネゲヴ旅団に再編成された。

## 編成
パルマッハには通常の歩兵部隊のほか、いくつかの特殊部隊/専門部隊が編成されていた。
ドイツ小隊
主にドイツ出身のユダヤ人らで構成され、第二次世界大戦中にドイツ軍に対する情報収集や妨害工作に従事した。
アラブ小隊
アラブ人組織に対する浸透、情報収集などを行った部隊で、後にイスラエル軍/国境警察に編成されたミスタアラビム部隊の基礎となった。
パルヤム
意味は"海上中隊"。1943年に編成され、その後のイスラエル海軍の基礎となった。
パルアビア
意味は"航空中隊"。1943年に編成され、1947年にシェルート・アビアに拡張され、1948年にイスラエル空軍となった。
妨害工作ユニット
破壊工作や爆破を専門とし、現在のイスラエル軍戦闘工兵部隊の基礎となった。
1948年の独立戦争では、パルマッハの歩兵部隊は以下の旅団に再編成された。
第11"イフタハ"旅団
3個大隊から構成され、北部ガリラヤ方面での作戦に従事した。
第10"ハレル"旅団
3個大隊から構成され、中部エルサレム方面での作戦に従事した。当時26歳のイツハク・ラビンが旅団の指揮を執っていた。
第12"ネゲヴ"旅団
4個大隊から構成され、南部ネゲブ砂漠/市内半島方面での作戦に従事した。

## 所属していた著名人
- イツハク・サデー - 初代司令官。1941年～1945年。
- イーガル・アロン - 2代目司令官。1945年～1948年。
- イツハク・ラビン - 旅団司令官。
- モシェ・ダヤン - 中隊指揮官。
- ラファエル・エイタン - 中隊指揮官。
- シモン・アヴィダン - ドイツ小隊指揮官。

## パルマッハ博物館
テルアビブ市内、エレツ・イスラエル博物館の近くにあり、パルマッハの歴史や遺品等の展示を行っている。